# Oleg Alexejewitsch Saizew
Oleg Alexejewitsch Saizew (russisch Олег Алексеевич Зайцев; * 4. August 1939 in Moskau, Russische SFSR; † 1. März 1993 ebenda) war ein sowjetisch-russischer Eishockeynationalspieler.

## Karriere
Oleg Saizew begann seine Karriere 1958 bei Krylja Sowetow Moskau. 1959 wechselte er zum SKA MWO Kalinin, ehe er ab 1962 für den zentralen Armeesportklub ZSKA Moskau spielte. Mit dem ZSKA gewann er zwischen 1963 und 1968 fünf Mal den sowjetischen Meistertitel sowie 1967 und 1969 die Vizemeisterschaft. Insgesamt erzielte er 42 Tore in 320 Spielen in der sowjetischen Liga.

### International
Am 15. Januar 1964 stand er in einem Spiel gegen Kanada zum ersten Mal für die sowjetische Nationalmannschaft auf dem Eis. Bei den Weltmeisterschaften 1966 und 1967 wurde er mit dem Nationalteam jeweils Welt- und Europameister.
Seine internationale Karriere wurde mit den Goldmedaillen bei den Olympischen Winterspielen 1964 und 1968 gekrönt. Für die Nationalmannschaft erzielte er 11 Tore in 73 Länderspielen. 1966 wurde er in die „Russische Hockey Hall of Fame“ aufgenommen. Am 7. Dezember 1968 bestritt er sein letztes Länderspiel.
Nach dem Ende seiner Karriere arbeitete er als Eishockeytrainer beim SKA MWO und ZSKA Moskau.

## Erfolge und Auszeichnungen
- 1963 Sowjetischer Meister mit ZSKA Moskau
- 1964 Goldmedaille bei den Olympischen Winterspielen
- 1964 Sowjetischer Meister mit ZSKA Moskau
- 1965 Sowjetischer Meister mit ZSKA Moskau
- 1966 Sowjetischer Meister mit ZSKA Moskau
- 1966 Goldmedaille bei der Weltmeisterschaft
- 1966 Verdienter Meister des Sports der UdSSR
- 1967 Goldmedaille bei der Weltmeisterschaft
- 1968 Goldmedaille bei den Olympischen Winterspielen
- 1968 Sowjetischer Meister mit ZSKA Moskau

## Karrierestatistik
(Legende zur Spielerstatistik: Sp oder GP = absolvierte Spiele; T oder G = erzielte Tore; V oder A = erzielte Assists; Pkt oder Pts = erzielte Scorerpunkte; SM oder PIM = erhaltene Strafminuten; +/− = Plus/Minus-Bilanz; PP = erzielte Überzahltore; SH = erzielte Unterzahltore; GW = erzielte Siegtore; 1 Play-downs/Relegation; Kursiv: Statistik nicht vollständig)